# Свободна енергия на Хелмхолц
Свободната енергия на Хелмхолц е термодинамична величина, равняваща се на полезната работа, която може да се получи от затворена термодинамична система при постоянна температура и обем. Тя носи името на германския физик Херман фон Хелмхолц и обикновено се означава с A или F. В Международната система единици се измерва в джаули.
При F<0 процесът протича спонтанно. При F>0 процесът не протича. При F=0 процесът приключва.
Промяната на енергията на Хелмолц е равна на максималната работа, която може да се получи при даден процес, протичащ при постоянен обем и температура:
W'max=ΔF
Свободната енергия на Хелмхолц се дефинира като:
{\displaystyle A\equiv U-TS\,}
където:
- A е свободната енергия на Хелмхолц (SI: джаули, CGS: ергове),
- U е вътрешната енергия на системата
- T е абсолютната температура
- S е ентропията